# Isak Jensen
Isak Steiner Jensen (Odense, 23 dicembre 2003) è un calciatore danese, centrocampista dell'AZ Alkmaar.

## Carriera

### Club
Jensen ha giocato a livello giovanile nel Næsby e nell'Odense prima di unirsi al SønderjyskE. Il 16 novembre 2020 ha firmato il suo primo contratto professionistico e l'11 marzo 2021 ha debuttato in prima squadra contro il Fremad Amager in DBUs Landspokalturnering. Nella stagione 2021-2022 è stato promosso in prima squadra e l'8 agosto ha esordito in Superligaen contro il Randers.
L'11 luglio 2022 si è trasferito al St. Louis City, franchigia che giocherà in MLS a partire dal 2023, giocando inizialmente con la seconda squadra nella neonata MLS Next Pro. Il 26 marzo 2023 ha debuttato nella massima divisione statunitense contro il Real Salt Lake.

### Nazionale
Ha giocato con la Nazionale danese Under-18 e Under-19.

## Statistiche

### Presenze e reti nei club
Statistiche aggiornate al 9 luglio 2023.
| Stagione        | Squadra         | Campionato      | Campionato | Campionato | Coppe nazionali | Coppe nazionali | Coppe nazionali | Coppe continentali | Coppe continentali | Coppe continentali | Altre coppe | Altre coppe | Altre coppe | Totale | Totale |
| Stagione        | Squadra         | Comp            | Pres       | Reti       | Comp            | Pres            | Reti            | Comp               | Pres               | Reti               | Comp        | Pres        | Reti        | Pres   | Reti   |
| --------------- | --------------- | --------------- | ---------- | ---------- | --------------- | --------------- | --------------- | ------------------ | ------------------ | ------------------ | ----------- | ----------- | ----------- | ------ | ------ |
| 2020-2021       | SønderjyskE     | SL              | 0          | 0          | CD              | 1               | 0               |                    | -                  | -                  |             | -           | -           | 1      | 0      |
| 2021-2022       | SønderjyskE     | SL              | 19         | 0          | CD              | 4               | 0               |                    | -                  | -                  |             | -           | -           | 23     | 0      |
| 2022            | St. Louis City  | MNP             | 7          | 0          |                 | -               | -               |                    | -                  | -                  |             | -           | -           | 7      | 0      |
| 2023            | St. Louis City  | MNP             | 4          | 0          |                 | -               | -               |                    | -                  | -                  |             | -           | -           | 4      | 0      |
| 2023            | St. Louis City  | MLS             | 11         | 0          | USOC            | 2               | 0               |                    | -                  | -                  |             | -           | -           | 13     | 0      |
| Totale carriera | Totale carriera | Totale carriera | 41         | 0          |                 | 7               | 0               |                    | -                  | -                  |             | -           | -           | 48     | 0      |